# Kościół Krzyża Świętego w Nantes

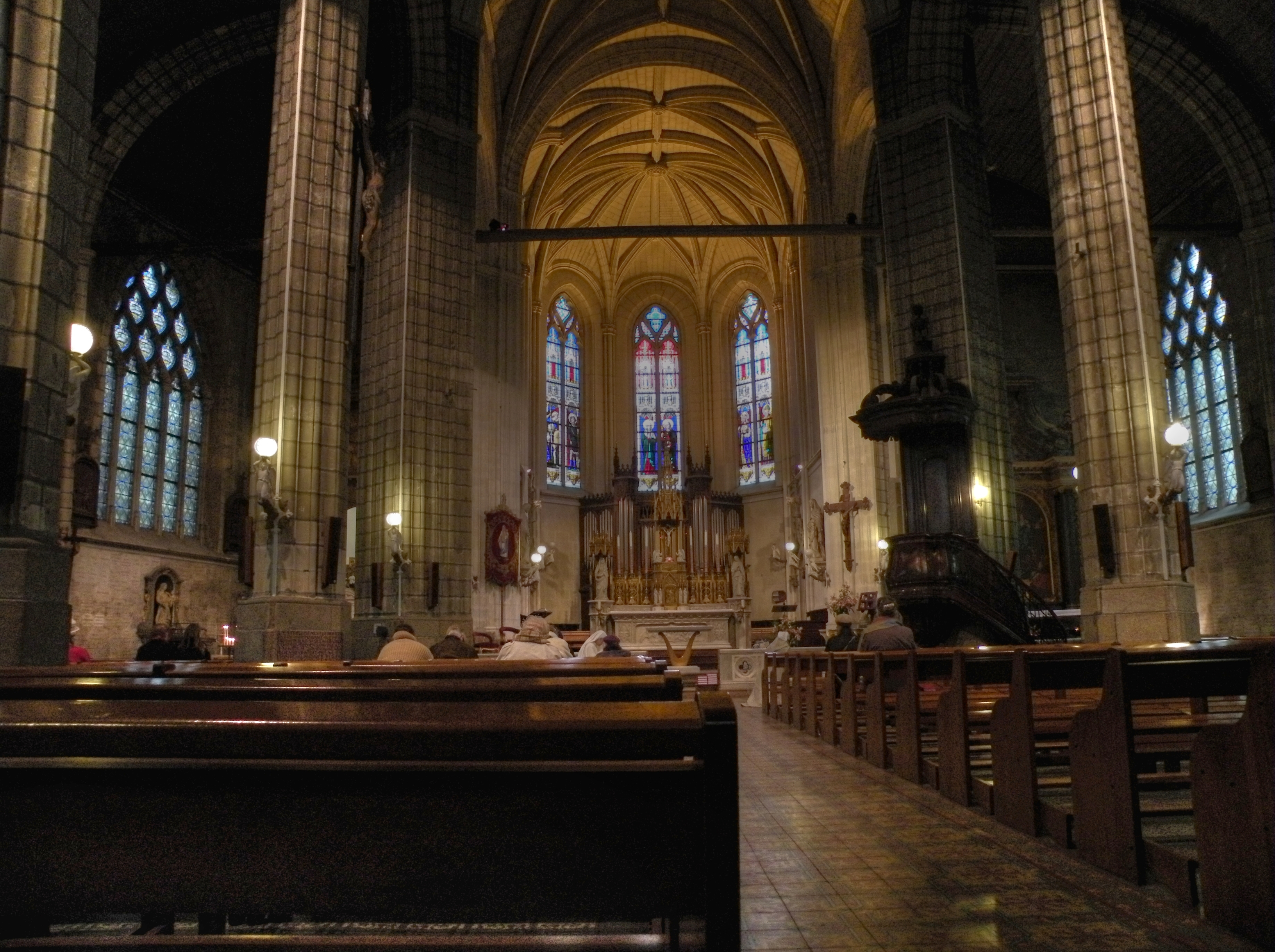

Kościół Krzyża Świętego w Nantes – rzymskokatolicki kościół w Nantes, w zabytkowej dzielnicy Le Bouffay, wzniesiony w 1685 w stylu barokowym. Sanktuarium Matki Bożej Nieustającej Pomocy. 

## Historia
Na miejscu dzisiejszego kościoła już w XI wieku mieściła się kaplica, którą opiekowali się po 1106 benedyktyni. Byli oni obecni w Nantes do 1620, obok rozbudowanego przez nich kościoła wznieśli dom proboszcza oraz klasztor, którego patronem był św. Marcin. Od 1138 kaplica była siedzibą parafii. 
W 1665 władze miasta zadecydowały o rozbiórce starego, będącego w złym stanie technicznym kościoła, by wznieść na jego miejscu zupełnie nowy budynek sakralny. Ze względu na spory między wykonawcami rozbiórki prace, rozpoczęte w 1669, przeciągnęły się do 1696. Równolegle z rozbiórką części starego kościoła trwało wznoszenie nowego według projektu Pierre'a Genesteau i Thomasa Gerarda. 
W czasie rewolucji francuskiej kościół został zaadaptowany na klub rewolucyjny afiliowany przy paryskim klubie jakobinów, a następnie na więzienie. Jego oryginalne wyposażenie zostało w tym okresie w dużej mierze rozkradzione. Nabożeństwa rzymskokatolickie zaczęły ponownie się w nim odbywać w 1803, kiedy to staraniami nowego proboszcza dokonano w budynku niezbędnego remontu. W latach 20. XIX wieku prowadzono prace nad redekoracją wnętrza. 
Począwszy od 1838 kościół był rozbudowywany, co stanowiło dokończenie realizacji pierwotnych planów jego wyglądu. Do nawy została dobudowana apsyda oraz chór. Dokonano również remontu sklepień, zaś w 1844 wstawiono nowy, marmurowy ołtarz główny wykonany przez Thomasa Louisa. Wreszcie w latach 50. XIX wieku wzniesiono metalową dzwonnicę wznoszącą się ponad poziom fasady, która została podwyższona, by lepiej komponować się z nowym elementem. na dzwonnicy został zawieszony dzwon już wcześniej znajdujący się w kościele, o wadze 8096 kg. 
W latach 20. XX wieku do kościoła został wstawiony rzeźbiony wizerunek Matki Bożej Nieustającej Pomocy, dokonano również remontu fasady oraz zmian rozplanowania elewacji bocznych, głównie poprzez wybicie nowych okien i konserwację dziewiętnastowiecznych witraży. Kolejne prace remontowe rozpoczęły się w 1994 i miały na celu głównie konserwację będących w złym stanie figur proroków.

## Architektura
Kościół wzniesiony jest na planie prostokąta, w stylu barokowym. Budynek jest jednonawowy, bogato zdobiony zewnętrznie. Główne wejście do niego prowadzi przez portal z tympanonem i dwoma pilastrami, podobne formy powtarzają się w równych odstępach na całej fasadzie. Na niższym poziomie są to pilastry doryckie, na wyższym – jońskie. Centrum fasady stanowi półkoliste okno wypełnione witrażem i ozdobnie obramowane. Po obydwu jego stronach, w niszach, usytuowane zostały figury proroków Dawida i Daniela, ponad nimi łaciński napis "Kościół Krzyża Świętego". Powyżej napisu, między dwoma korynckimi pilastrami, znajduje się kolejne okno z figurami proroków Izajasza i Jeremiasza oraz zegar. Całość wieńczy dzwonnica, na którą prowadzą drewniane schody. 